# Ragione di scambio
In economia internazionale, la ragione di scambio è il rapporto al quale beni di diversi paesi vengono scambiati.

## Definizione
In formule, la ragione di scambio internazionale per il bene {\displaystyle i} può essere così definita:
{\displaystyle R={p_{i}^{*}\ \alpha  \over p_{i}}}
Qui {\displaystyle p_{i}^{*}} indica il prezzo internazionale del bene {\displaystyle i}, {\displaystyle \alpha } rappresenta il tasso di cambio, e {\displaystyle p_{i}} è il prezzo nazionale del bene {\displaystyle i}. Se {\displaystyle p_{i}^{*}} o {\displaystyle \alpha } aumentano, la ragione di scambio aumenta, ovvero la merce nazionale è diventata più competitiva sul piano internazionale. Lo stesso dicasi se {\displaystyle p_{i}} diminuisce.